# دائرة بشار
دائرة بشار إحدى دوائر  ولاية بشار الجزائرية .  عاصمتها هي بشارموقع ولاية بشار  وتضم بلدية: 
- بشار